# Simone Cairoli
Simone Cairoli (né le 13 janvier 1990 à Gallarate) est un athlète italien, spécialiste du décathlon. Champion d'Italie à 4 reprises, dont 2 en salle, son record personnel est de 7 616 points obtenu en 2016. Il porte son record à 7 875 points lors du meeting de Götzis 2017.
Cette performance lui permet d’être engagé dans le décathlon des Championnats d’Europe 2018 à Berlin, dans lesquels il se classe 10e avec un nouveau record personnel porté à 7 949 points.